# Met pensioen? Niet te Doen!
Met pensioen? Niet te doen! is een komedie van Ruud De Ridder, gecreëerd voor en door het Echt Antwaarps Teater in 1993 dat het stuk 37 keer zou opvoeren.
De acteurs waren Walter Claessens, Veerle Dejonghe, Ruud De Ridder, Annie Geeraerts en Max Schnur.
In 2007 bewerkte Bart Cardoen het toneelstuk voor de Assebroekse Toneelkring Het Nieuw Violiertje waarbij het fonetisch in het Brugs werd hertaald.

## Plot
Sinds Achille op pensioen is gegaan, kan hij blijkbaar zijn vrouw Josfien niet meer met rust laten. Zijn gedrag wordt zelfs dusdanig opdringerig dat Josfien besluit om bij hem weg te gaan. Beide echtelieden geven elkaar de schuld van dit laattijdig huwelijksdrama en proberen elk op hun manier hun gelijk te halen bij de kinderen Willy en Remi.
Willy, een doodbrave mens, is getrouwd met Dora en het koppel heeft een ietwat aparte taakverdeling in het huishouden. Willy is immers de perfecte huisman en weet zijn huishoudelijke taak te koppelen aan een job als schoonheidsspecialist afdeling manicure en pedicure. Zijn vrouw Dora is politieagente. Het wordt al gauw duidelijk dat zij haar gezagsdragende functie ook thuis graag etaleert. Remi, een ietwat cynische bon vivant met een uitgesproken voorkeur voor whisky, zit opgescheept met een tang van een vrouw en zoekt daardoor zijn vertier graag elders. Beide broers bekijken de problemen van hun ouders dan ook op een totaal andere manier. Remi wimpelt zijn ouders af terwijl Willy zijn deuren wijd openzet voor al hun nijpende problemen.
Achille verdenkt zijn vrouw ervan dat zij een relatie heeft en dat ze hem daarvoor heeft verlaten. Het komt niet bij hem op dat zijn gedrag aan de basis ligt van Josfiens vertrek. Hoewel hij hevig verlangt naar de terugkeer van Josfien, belet zijn trots hem om dit openlijk toe te geven. Josfien herbeleeft na vijftig jaar huwelijk blijkbaar haar tweede jeugd nu zij weer van de vrijheid geniet. Zij denkt er niet aan om bij haar man terug te keren.
In een wirwar van misverstanden, ontluikende waarheden en komische toestanden proberen Willy en Dora de brokken tussen ma en pa te lijmen. Ook Remi wordt willens nillens bij het verzoeningsoffensief betrokken. 